# Pedro Ruiz Gallo
Pedro Ruiz Gallo (Eten, Lambayeque, 24 de junio de 1838 - Callao, 24 de abril de 1880) fue un militar e inventor peruano aunque también se desempeñó como relojero, mecánico, músico, pintor, investigador, médico y explorador, considerado uno de los precursores de la aeronáutica moderna y patrono del arma de ingeniería del ejército peruano. Fue el creador del monumental reloj que se ubicó en el Parque de la Exposición, el cual fue saqueado por las tropas chilenas durante la Guerra del Pacífico.

## Biografía
Nació en la entonces Villa de Eten, provincia de Chiclayo en el año 1838, sus padres fueron el coronel español Pedro Manuel Ruiz y Juliana Gallo, cuando aún era muy niño perdió a su padre y poco tiempo después cuando contaba con apenas 11 años de edad a su madre, esta situación lo obligó a abandonar su pequeño pueblo natal para dirigirse a la ciudad de Chiclayo donde se empezó a desempeñar como ayudante de relojero, afición que le interesaría por el resto de su vida.

### Carrera militar
Desde su niñez Pedro Ruiz Gallo se sintió atraído por la mecánica pero movido por su también vocación militar se trasladó a Lima a la edad de 15 años para enlistarse en el ejército sentando plaza de cadete en 1848, por sus méritos y reconocida inteligencia rápidamente ascendió en la carrera de las armas siendo que en 1855 ya ostentaba grado de capitán desempeñándose como ayudante en el prefectura del departamento de Amazonas lugar donde realizó muchas exploraciones y estudios en la todavía desconocida selva peruana, llegando a explorar el Pongo de Manseriche. También cartografió el cauce del río Marañón y uno de sus tributarios, el río Cahuapanas. Durante este periodo también incursionó en la medicina logrando el descubrimiento del fluido vacuno contra la viruela con el cual logró crear una eficiente vacuna. Durante su estancia en Chachapoyas construyó un reloj público que donó a la iglesia principal de esa ciudad.
En 1865 fue ascendido a Mayor Graduado y al iniciarse ese mismo año la revolución del general Mariano Ignacio Prado, y que desembocaría más tarde en la guerra contra España, se unió al ejército restaurador que marchó a Lima y derrocó al presidente Juan Antonio Pezet, para luego combatir en el combate del 2 de mayo ante la escuadra española; tras esta acción ascendió a teniente coronel.

### El reloj monumental.

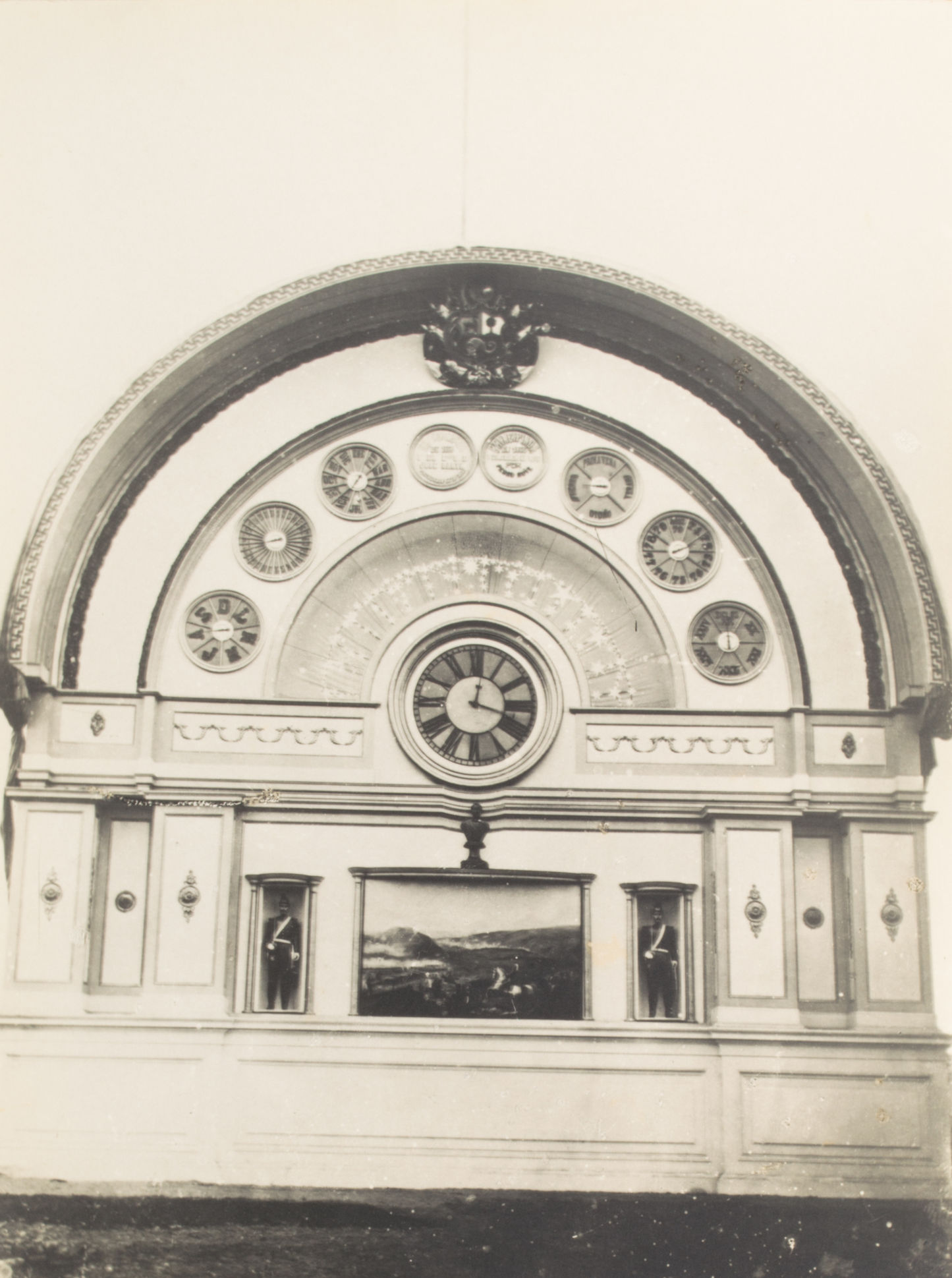
Foto tomada por el fotógrafo francés Eugenio Courret al reloj de Pedro Ruiz Gallo, expuesto en los Jardines de la Exposición. Año 1872

Finalizada la guerra con el retiro de la escuadra española de aguas americanas, Pedro Ruiz Gallo pudo dedicarse por entero a su ambicioso proyecto de construir un gran reloj para la capital peruana lo que logró bajo el mecenazgo del entonces presidente José Balta quien lo nombró agregado al Estado Mayor General y financió su obra, pese a la oposición y críticas que recibió su trabajo el inventor continuo sereno y perseverante siendo que el 6 de diciembre de 1870, pocos días antes de celebrarse un nuevo aniversario de la Batalla de Ayacucho y ante la admiración general, se inauguró su monumental reloj en los jardines de la Exposición frente al Palacio del mismo nombre.
El reloj de Pedro Ruiz Gallo constituyó durante muchos años una de las mayores atracciones de Lima. A pesar de concluir con éxito su mayor obra el ya famoso inventor nunca abandonó sus estudios científicos abocándose ahora hacia la aeronáutica publicando en 1878 Estudios Generales sobre la Navegación Aérea y Resolución de este importante problema obra en la planteaba la construcción de una máquina voladora movida por propulsión mecánica que permitiría al hombre conquistar los cielos. Sin embargo estos estudios tendrían que ser truncados cuando el 5 de abril de 1879 el gobierno chileno declaró la guerra al Perú iniciándose entonces la llamada guerra del Pacífico.

### Fallecimiento
En 1879, Pedro Ruiz Gallo retorna a la carrera de las armas y tras la pérdida del monitor Huáscar en el combate naval de Angamos y obtenido el dominio del mar por parte de la escuadra chilena, orienta sus esfuerzos a la fabricación de torpedos para ser usados contra la escuadra bloqueadora que ya se había presentado frente al Callao.
Fue así que realizando en una maestranza del balneario de Ancón al norte del Callao, encontró trágica muerte el 24 de abril de 1880 cuando por un accidente durante el trabajo en un torpedo experimental, se produjo una terrible explosión que acabó con su vida.
Su cuerpo fue enterrado en el Cementerio Baquíjano del Callao, dónde permaneció hasta el 24 de abril de 1940 cuando durante el gobierno de Manuel Prado Ugarteche, se dispuso que sea transferido a la Cripta de los Héroes de la Guerra del Pacífico, donde reposa hasta el día de hoy.